# Leväsaari (ö i Lappland)
Leväsaari är en ö i Finland. Den ligger i vattendraget Kitinen och i kommunen Sodankylä i den ekonomiska regionen Norra Lappland och landskapet Lappland, i den norra delen av landet, 800 km norr om huvudstaden Helsingfors. Öns area är 2,7 hektar och dess största längd är 370 meter i sydöst-nordvästlig riktning.